# Lepismium houlletianum
Lepismium houlletianum  es una especie botánica de plantas en la familia de las Cactaceae. Es endémica de Bolivia y Brasil. Es una especie común en lugares localizados.

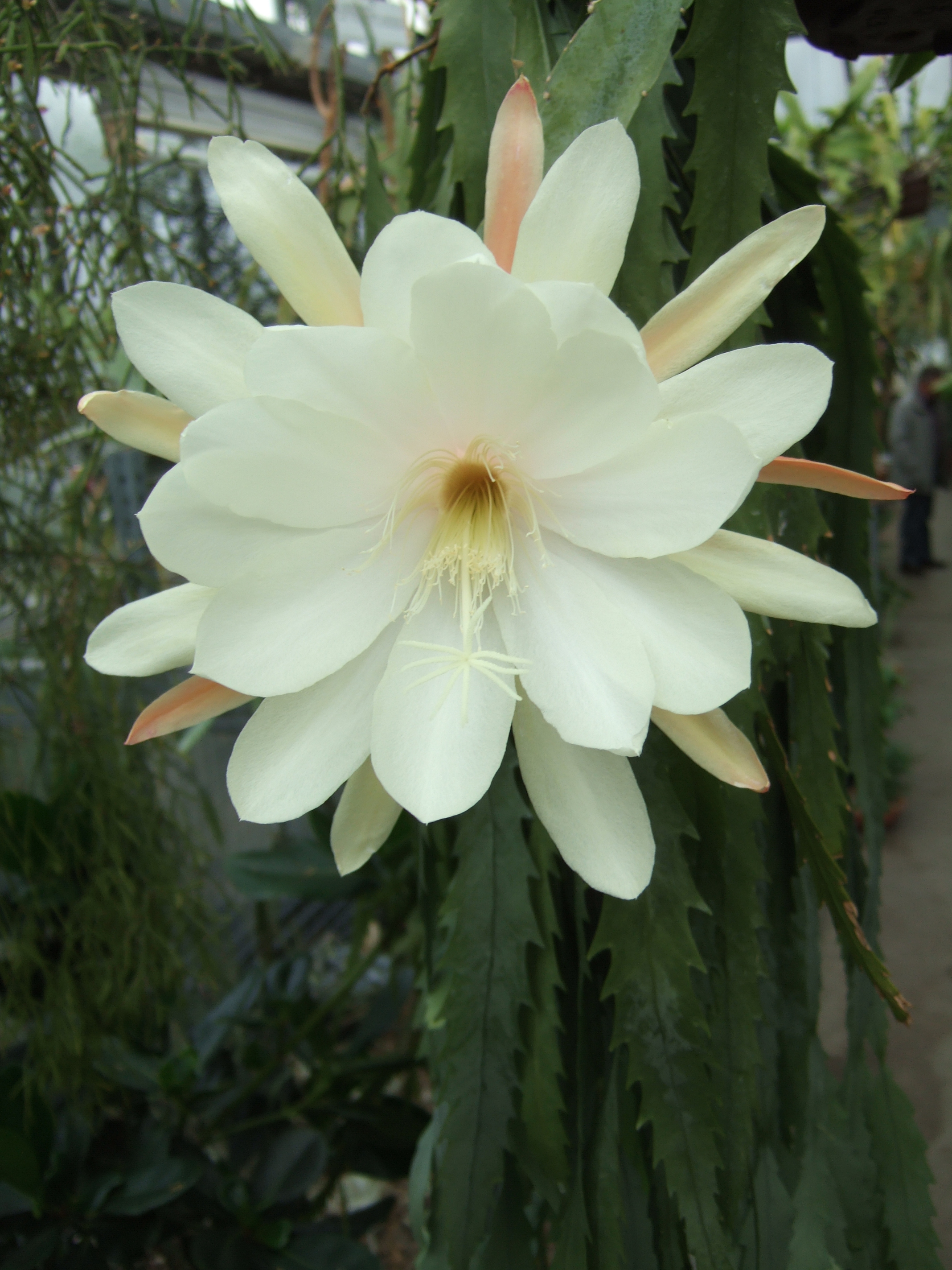
Detalle de la flor

## Descripción
Lepismium houlletianum crece epífita y arbustiva con tallos caídos, que se ramifican abundantemente y alcanzan un tamaño de hasta 2 metros o más de longitud. Los brotes verdes brillantes son aplanados segmentos semejantes a hojas. Miden de 10 a 50 cm de largo y 1-5 cm de ancho. Los bordes de diente de sierra profundamente entalladas son a veces rojizos. Las areolas son calvas.
Las flores aparecen en grupos casi en forma de campana, caídas, de color blanco cremoso de hasta 2 cm de largo. Los frutos esféricos para negro tienen un diámetro de 5 a 6 milímetros.

## Distribución y hábitat
Esta especie es común en el sureste y el sur de Brasil y noreste de Argentina (Misiones). Se ha registrado desde el centro y el sureste de Minas Gerais, Brasil. Se produce de 300 a 1900 m s. n. m. Este cactus ocurre en un número de áreas protegidas, por ejemplo, el Parque nacional do Caparaó y el Parque Estadual do Ibitipoca.

## Taxonomía
Lepismium houlletianum fue descrita por (Lem.) Barthlott y publicado en Bradleya; Yearbook of the British Cactus and Succulent Society 5: 99. 1987.
Etimología
Lepismium: nombre genérico que deriva del griego: "λεπίς" (lepis) = "recipiente, escamas, apagado" y se refiere a la forma en que en algunas especies las flores se rompen a través de la epidermis.
houlletianum epíteto nombrado en honor del botánico francés Jean-Baptiste Houllet.
Variedades
- Lepismium houlletianum f. houlletianum
- Lepismium houlletianum f. regnellii

Sinonimia
- Rhipsalis houlletiana
- Hariota houlletiana
- Acanthorhipsalis houlletiana
- Rhipsalis regnellii
- Rhipsalis houlletii[3]